# Roquio
Roquio est le nom du premier bateau à vapeur assurant, à partir de 1887, un service de passagers sur la Loire entre Nantes et le village de pêcheurs de Trentemoult, dans le département français de la Loire-Atlantique. Le terme de roquio se généralise ensuite à chacun des huit bateaux composant la flottille assurant les traversées. Après une série de reprises successives, le service ferme en 1970, faute de passagers.

## Présentation
La traversée inaugurale a lieu le 20 août 1887 et le service omnibus dessert Trentemoult au départ du ponton du quai de la Fosse du port de Nantes dans le centre-ville. Le Roquio, long de 17,62 m, large de 4,62 m et jaugeant une vingtaine de tonneaux, est propulsé par une machine à vapeur de 60 chevaux. Ce petit bateau est le premier de la série des omnibus de Loire dotée de huit unités au total. Les autres unités de la flottille portent le nom de quartiers nantais, de villes ou de lieux-dits proches de Nantes :
- Les Couëts
- Bouguenais
- Roche-Maurice (maintenant Laisser Dire[1])
- Chantenay[2]
- Trentemoult
- Rezé
- Salorges (qui sera rebaptisé par la suite Pont-Rousseau)

Bientôt, Roquio devient un terme générique qui désigne l’ensemble des unités. Ainsi, dans le langage courant, prendra-t-on toujours « le roquio ».
Hormis le premier, le Roquio, construit à Chantenay, tous les autres ont été construits en acier riveté et lancés en 1888 par les chantiers d’Argenteuil, dans le Val-d'Oise. Leur point commun est une cheminée jaune cerclée de noir. 
Tous les bateaux fonctionnaient à la vapeur avec un moteur de 60 chevaux. Ils mesuraient entre 15 et 17 mètres de long. Au début, le pilote tient la barre à l'arrière, debout et en plein air, dans une position inconfortable. Les accostages sont difficiles car la cheminée gène la visibilité. Une cabine de pilotage sera plus tard installée devant elle. Un mécanicien et un matelot pontonnier complètent l'équipage.

## Origine du nom

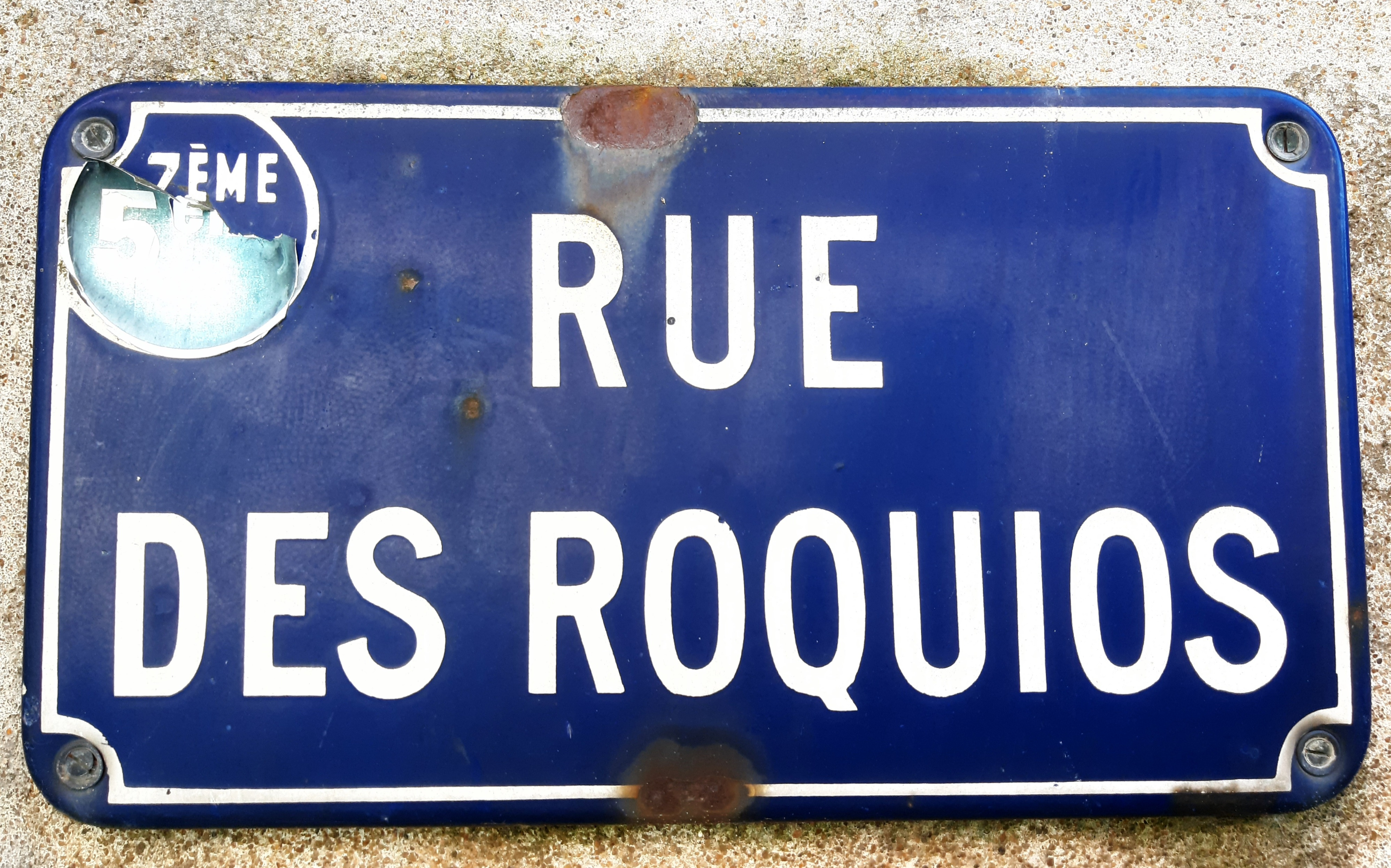
Rue des Roquios, quartier de Roche-Maurice

À l'origine, « Roquio » est le sobriquet donné à Jean Moreau, gardien de bestiaux et ramasseur de crottin, né à Bouguenais en 1790 et officiant à Rezé. Naïf et d'un physique ingrat mais apprécié des habitants pour sa gentillesse, il put se marier à sa bonne amie le 15 juillet 1839 grâce à une quête organisée auprès de la population. Le succès de la fête, rassemblant plus de 200 convives souscripteurs, fut tel qu'on célébra, année après année, son anniversaire avec fête foraine et feu d'artifice. Les célébrations, organisées autour de « l'Assemblée de Roquio », rassemblèrent jusqu'à 20 000 participants. La Première Guerre mondiale mit fin à la tradition, mais le souvenir de Roquio, dont l'origine du surnom reste inconnue, perdura au travers des steamers de Loire.

## Desserte
Les roquios accostaient au niveau de pontons couverts permettant aux passagers d'attendre à l'abri des intempéries. Ils desservaient :
- Trentemoult ;
- Chantenay (quai Cordon-Bleu, cale de Crucy) ;
- la pointe des Antilles ;
- les Salorges ;
- le bureau du Port de Nantes ;
- le gare de la Bourse ;
- le palais de la Bourse.

## Traversée
Ces navettes, sortes de vaporetti à la nantaise, embarquaient environ cent passagers qui s'installaient confortablement soit à l'abri sur les bancs vernis du salon arrière, soit en plein air sur les bancs de fer ceinturant la plage avant du bateau. Un taud les protégeait du soleil ou de la pluie. La navigation n'était pas toujours de tout repos, l'intense activité du port, les conditions atmosphériques, le pont transbordeur et sa nacelle demandaient au pilote une attention de tous les instants.
L'histoire des roquios, bien que chère au cœur des Nantais, fut parfois marquée par quelques incidents : retard des bateaux, absence de ceux-ci lors d'intempéries, incorrection du personnel ou indiscipline des passagers. Mais les roquios restèrent un outil indispensable de la vie économique de cette époque.
En semaine, les habitants du sud Loire embarquaient à bord vers les usines et entreprises du nord Loire et les chantiers navals Dubigeon à Chantenay. Un garage à vélo de Trentemoult enregistrait sur le quai jusqu'à 120 gardiennages par jour. Le dimanche, une autre foule, celle des nantais, traversait dans l'autre sens, direction Trentemoult avec ses fêtes, guinguettes et restaurants.

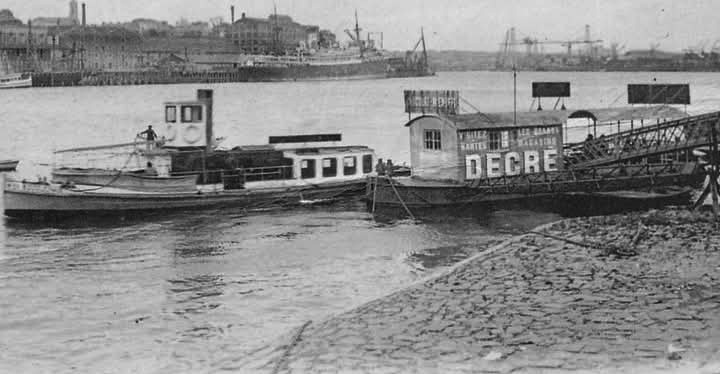
Roquio à Trentemoult assurant la liaison fluviale de passagers entre Rezé, Chantenay et Nantes vers les années 1910. On note une publicité pour les magasins Decré sur l'abri de l'embarcadère.
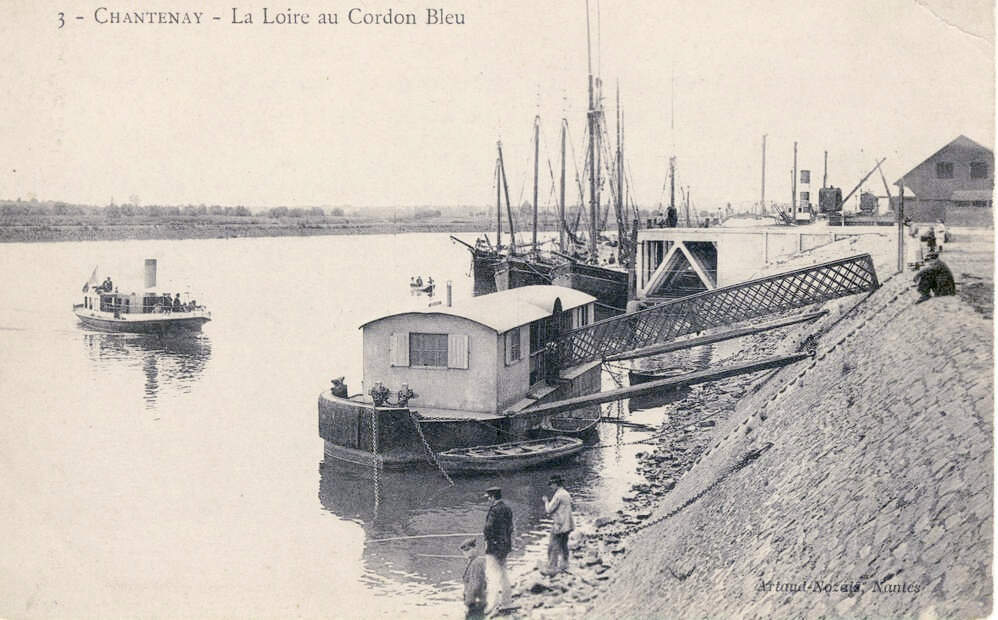
Roquio à l'approche du ponton au quai Cordon-Bleu, à Chantenay.

## Chronologie
Jusqu'en 1930, des compagnies privées exploitent des lignes. La mairie de Rezé reprend cette années-là jusqu'en 1958 le service qui transporte quotidiennement à Nantes les travailleurs du Sud-Loire, dont de nombreux ouvriers des chantiers navals. La voiture, la construction de nouveaux ponts sur la Loire, l'amélioration des transports en commun ont raison des roquios, qui cessent définitivement en 1970 :
- de 1887 à 1906, la Compagnie de navigation de la Basse-Loire exploite la flottille ;
- de 1906 à 1930, l'exploitation est reprise par la Compagnie des Messageries de l'Ouest ;
- en 1931, la ville de Rezé reprend en régie le service avec des navettes entre Nantes et Trentemoult ;
- en 1958, la ville de Rezé cesse l'activité pour déficit (la même année que l'arrêt de l'ancien tramway de Nantes) ;
- le service est repris par une entreprise privée tenue par deux Trentemousins. Elle cesse en 1970 avec un seul roquio, faute de passagers.

Le règne du service des roquios aura duré 83 ans.

## Témoignage
Le peintre Edmond Bertreux (1911-1991) a passé toute son enfance à Trentemoult. C'est lui qui, sans nul doute, a fixé le plus de roquios sur ses toiles du port de Nantes. De Trentemoult, voici ce qu'il disait avec nostalgie :
« Les roquios, ces bateaux métalliques, se distinguaient par une coque peinte en gris et la ligne de flottaison en rouge ; l'étrave était effilée et l'arrière arrondi. Certains se démarquaient par une cabine blanche placée devant la cheminée, assurant au pilote un heureux confort. Au centre, une chaudière peinte en noir surmontée d'une cheminée jaune pâle à l'extrémité noire... Les roquios étaient très appréciés des Trentemousins et des Nantais, ils assuraient un service régulier. Le dimanche, ils facilitaient les promenades à Trentemoult en y débarquant une foule venue de la ville. L'été, les quais accueillaient beaucoup de monde, les restaurants alléchaient les dégustateurs de beurre blanc ou de fritures... je me souviens des traversées et des petits voyages à travers le port de Nantes. Grâce à eux, j'ai exploré la Loire des centaines de fois, toujours avide de découvrir les merveilleux spectacles des cargos en mouvements incessants. »

## Spécimens
Il ne reste aujourd’hui que trois unités :
- le Chantenay, qui a été cédé en 1996 par un particulier à l’Association des bateaux du port de Nantes qui, après l'avoir fait restaurer par les chantiers de l’Esclain, le fait de nouveau naviguer depuis 2008[5] ;
- le Laisser Dire, ex-Roche-Maurice, remis en état par un particulier à Angers ;
- Le Bout du quai, qui sert de bureau pour une école de permis bateau[6].

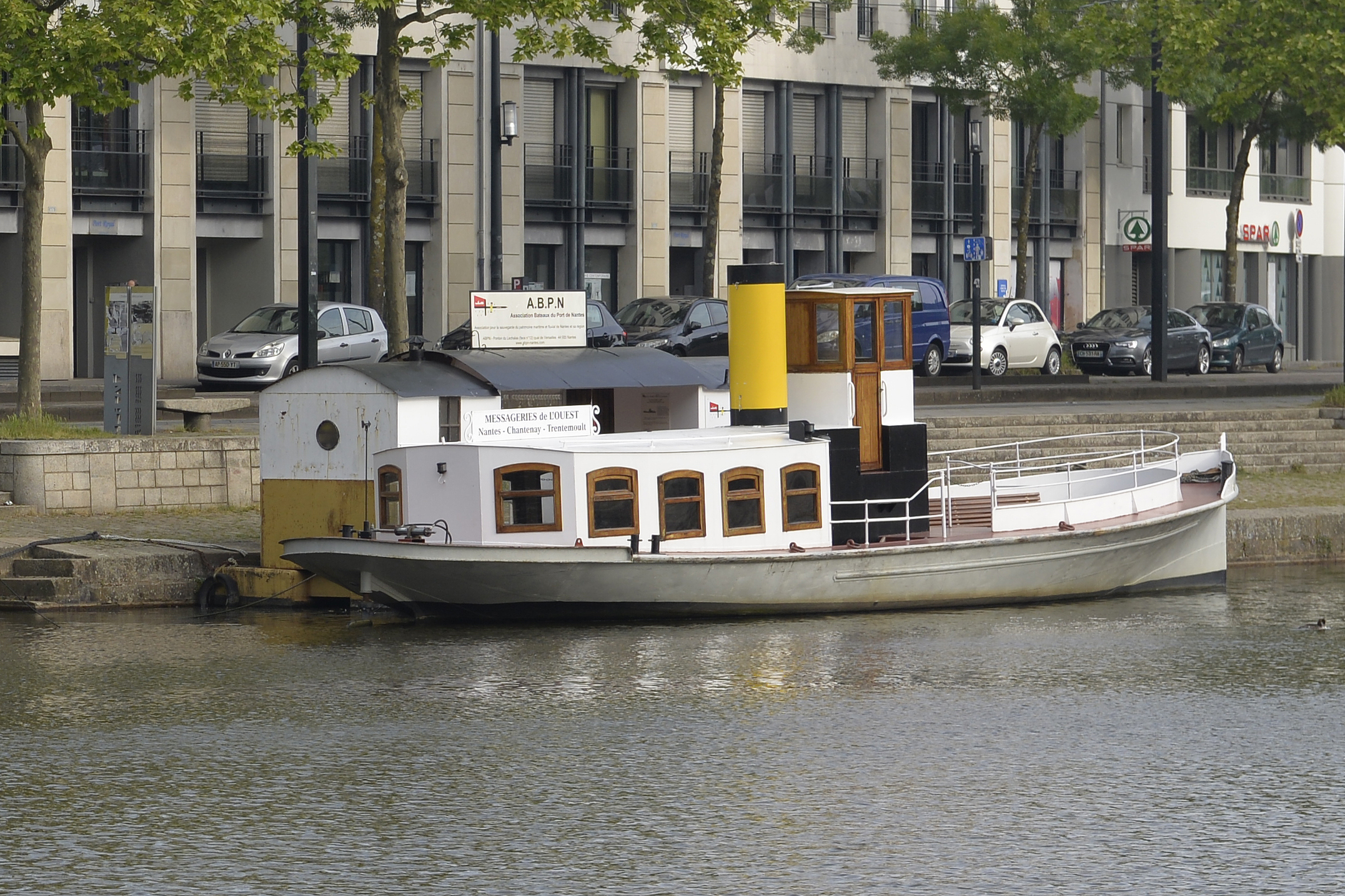
Roquio Le Chantenay.
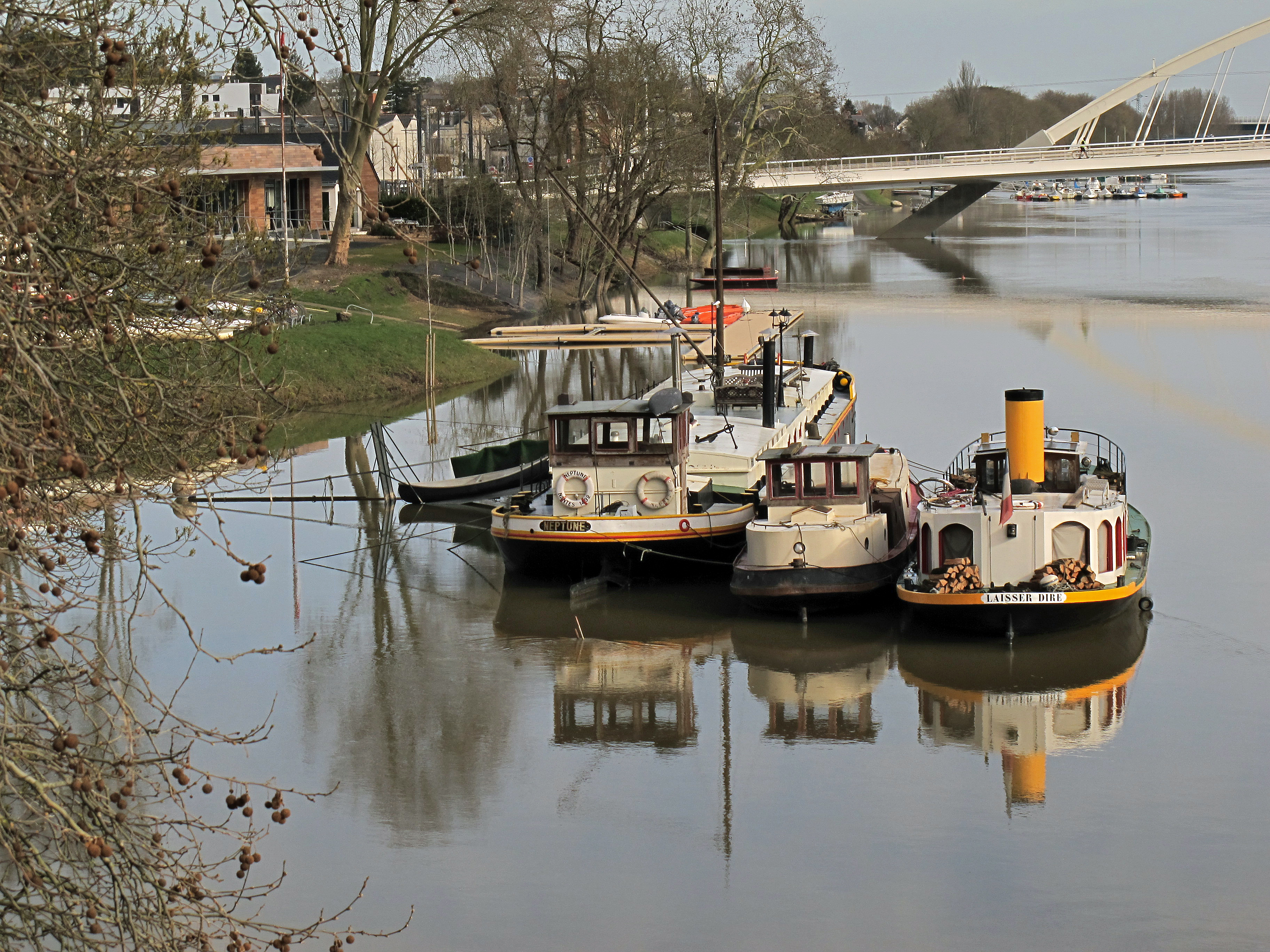
Roquio Le Laisser Dire (ex-Roche-Maurice).
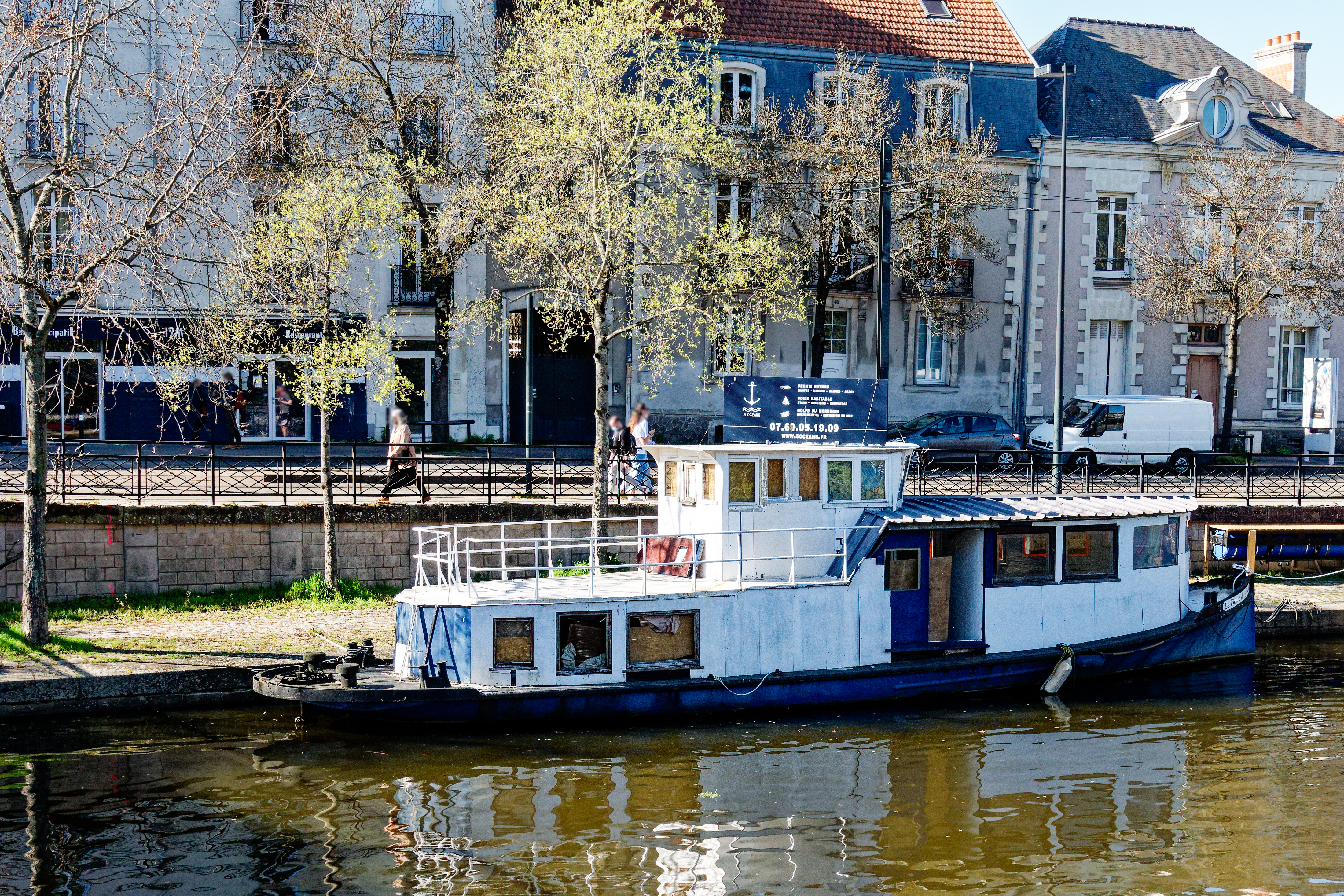
Roquio Le Bout du quai.

## Univers de fiction
Le roquio apparaît dans deux scènes du film La Reine blanche (1991). Les personnages de Lucien Soulas et Yvon Legualoudec remontent difficilement la passerelle au sortir du roquio qui les ramène du quai de la Fosse à Nantes après une soirée bien arrosée (on aperçoit une publicité pour les magasins Decré). Dans une autre scène, le personnage de Mireille Legualoudec embarque au pas de course à bord du roquio (scène filmée au quai Marquis-d'Aiguillon à Nantes) où elle retrouve son amie Annie Ripoche pour une traversée jusqu'à Trentemoult.

## Navibus
La Société d'économie mixte des transports en commun de l'agglomération nantaise (Semitan) a renoué avec la tradition de navette fluviale, baptisé « Navibus », en remettant en service dès 1995 une desserte passagers sur l'Erdre à Nantes entre l'embouchure du Cens (sur la rive ouest) à la cité HLM de Port Boyer.
Puis en 2005, une desserte passagers sur la Loire est mise en service, entre l'appontement du quai Marcel-Boissard à Trentemoult (Rezé) et le ponton de la Gare Maritime situé quai Ernest-Renaud à Nantes. Cette liaison est assurée par deux bateaux : l'Île de Nantes (qui remplace le Trentemoult) et le Chantenay.
D'autre part, une autre ligne Navibus assurait une desserte de ce type sur l'Erdre entre la gare SNCF sud et le Petit Port (quartier Nantes Erdre), de 2005 à 2009.
En février 2020, une seconde desserte passagers sur la Loire est mise ne service en l'extrémité ouest du quai Président-Wilson et le ponton du Chantier de l'Esclain dans le Bas-Chantenay.